# Мудзина
Мудзина (яп. 貉) — старояпонское слово для обозначения барсука. В некоторых регионах этот термин относят к енотовидной собаке (также называемой тануки; что характерно, какое-то время в европейских языках, в т. ч. и русском, было принято переводить это слово как «барсук») или к цивете. Вдобавок к имеющейся путанице, в некоторых регионах барсуки также известны как мами, а на некоторой части префектуры Тотиги барсуков называют тануки, причём словом мудзина — именуют енотовидных собак.
Так же, как тануки и кицунэ, мудзина из японского фольклора является типичным оборотнем и обманщиком людей, но в отличие от них, они очень застенчивы и редко контактируют с людьми. Также они скрывают своё животное происхождение тщательнее. В частности, мудзина может принимать вид маленького мальчика, поющего песни. Если к ним приближается незнакомец, они убегают и обратно превращаются в барсуков. Так, по преданию, на территории бывшей провинции Симоса жил мудзина, получивший прозвище «Малец-Кабукири»  (яп. かぶきり小僧 кабукири-кодзо:), который превращался в маленького мальчика с каре, подстриженным в кружок и в коротком кимоно. Появляясь по ночам на улицах провинции, он кричал людям: «Пейте воду, пейте чай!» (яп. 水飲め、茶を飲め).
Впервые они упоминаются в 22 свитке «Нихон сёки» во время правления императрицы Суйко:

[627 г.] 35-й год, весна, 2-я луна. В провинции Митиноку появился барсук анакума, который обернулся человеком и распевал песни.— Нихон сёки, свиток 22
C поверьями о мудзина связано название горячего источника — Мудзина-но-ю, расположенном в японском посёлке Насу.

## Разновидности
В трактате «Иллюстрированное собрание 100 случайно выбранных демонов»  (яп. 画図百鬼徒然袋 Гадзу Хякки Цурэдзурэ Букуро) Сэкиэна Ториямы встречается разновидность мудзины под названием «фукуро-мудзина» (яп. 袋狢, букв. барсук/язвец с мешком). Это барсучиха-оборотень в женском кимоно, парике с длинными волосами и огромным мешком-циновкой за спиной. В отличие от прочих мудзин, фукуро-мудзина, скорее всего является не оборотнем, а духом-мешком, принявшим облик барсука, так как появляется в разделе с цукумогами — ожившими вещами, ставшими ёкаями. Название ёкая является каламбуром: кандзи «袋» значит не только «мешок», но и «нора»; и заодно отсылает к японской пословице «Барсук еще в норе сидит, а они (охотники) о цене торгуются»  (яп. 穴の貉を値段する ана-но мудзина-о – нэдан суру, букв. обсуждать цену на барсука, который в норе/договариваться о цене на непойманного барсука), русским эквивалентом которой являются «Цыплят по осени считают» или «Делить шкуру неубитого медведя».
Американский писатель ирландско-греческого происхождения, собиратель и исследователь японского фольклора Лафкадио Хирн в своём рассказе «Мудзина» из сборника «Кайдан: история и очерки об удивительных явлениях» (англ. Kwaidan: Stories and Studies of Strange Things), на самом деле, однако, выводит не барсука-оборотня, а ноппэрапона — безликого призрака. По сюжету, некий торговец, идя по дороге Акасака в Эдо, увидел богато одетую девушку, сидевшую у рва рядом с откосом Кии-но-куни-дзака (с яп. — «Откос провинции Кии»). Прохожий решил расспросить девушку, отчего она плачет. Но девушка долго не отвечала, пока не повернулась к нему лицом, которого, правда, не было. Испугавшийся прохожий бросился наутёк, пока не наткнулся на торговца собой — гречневой лапшой, и рассказал, что с ним произошло. Однако и торговец собой оказался ноппэрапоном. Из-за этой путаницы англофоны могут отождествлять обеих персонажей японской мифологии.

## Мудзина как гавайская городская легенда
19 мая 1959 года, репортёр из газеты The Honolulu Advertiser Боб Краусс сообщил о наблюдении мудзины-ноппэрапона в театре «Waialae Drive-In» в Кахале. Сообщалось, что свидетельница поглядывала на женщину, которая расчёсывала волосы в женском туалете, но когда она приблизилась, то мудзина обернулась, показав свой безликий образ. Свидетельница, как сообщалось, была помещена в больницу в результате нервного срыва. Как отметил гавайский историк и фольклорист Глен Грант, в 1981 году во время радио-интервью историю опровергли как слух, хотя была вызвана сама свидетельница, которая сообщила более подробную информацию о событии, в том числе деталь, о которой ранее не сообщалось, — что у мудзины были рыжие волосы. «Waialae Drive-In» в настоящее время не существует, здание театра было снесено для того, чтобы освободить место для строительства здания компании «Public Storage».
Грант также сообщил о ряде других наблюдений мудзины на Гавайях, от Ева-Бич до Хило.